# Ужас из дубине 2
Ужас из дубине 2 (енгл. The Descent Part 2) је британски хорор филм из 2009. режисера Џона Хариса, директан наставак филма Ужас из дубине. Шона Макдоналд и Натали Мендоза су се вратиле у своје улоге Саре Картер и Јуно Каплан. 
Радња филма започиње тамо где је стала радња првог дела и завршава причу о групи девојака које су током истраживања непознате јаме, нападнуте од стране бића, познатих под надимком Кравлери. Иако на крају првог филма изгледа да Јуно умире, испоставља се да је преживела и наставила своју потрагу за изласком из јаме.
Филм је добио помешане критике и остварио далеко слабију зараду од свог претходника. Највише негативних коментара публике упућено је због краја, који многи оцењују као бесмислен и претерано мрачан.

## Радња
Сара успева да пронађе излаз из јаме, али због јаког ударца у главу, привремено остаје без сећања. Када доктори на њеној одећи пронађу трагове крви која припада Јуно Каплан, посумњају да је Сара убила своје другарице у јами и због тога је полиција натера да се врати с њима, у потрази за евентуалним преживелима. Сара се убрзо присећа свега, али ни не слути да је Јуно, коју је повређену оставила да умре, била довољно способна да побије сва чудовишта и преживи.

## Улоге
| Глумац          | Улога         |
| --------------- | ------------- |
| Шона Макдоналд  | Сара Картер   |
| Натали Мендоза  | Јуно Каплан   |
| Даглас Хоџ      | Ден           |
| Кристен Камингс | Елен Риос     |
| Гавин Одерлихи  | шериф Вајнес  |
| Џош Далас       | Грег          |
| Ана Скелерн     | Кет           |
| Мајкл Рејнолдс  | Ед Освалд     |
| Даг Балард      | др Роџер Пејн |
| Саскија Малдер  | Ребека        |
| Ана Беринг      | Сем           |